# Диерона
Диеро̀на (на гръцки: Διερώνα) е село в Кипър, окръг Лимасол. Според статистическата служба на Република Кипър през 2001 г. селото има 258 жители.
Намира се на 2 km южно от Аракапас.